# 東山油田

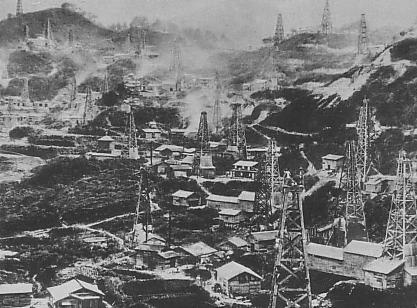
明治時代の東山油田

東山油田（ひがしやまゆでん）は、新潟県長岡市浦瀬地区・桂沢地区および旧・栃尾市（採掘終了時、現・長岡市栃尾地域）比礼地区周辺に分布した油田である。その鉱区は東西1.5km、南北7kmの範囲に及ぶ。1888年（明治21年）から1997年（平成9年）まで石油採掘が行われ、2010年閉山となった。

## 概要
長岡市南部より三条市に連なる東山丘陵山中では、古くから『くそうず』（草生水、臭水）と呼ばれる、燃える水（原油）が湧くことが知られていた。明治中期になって採掘に成功し、噂を聞きつけた多くの起業家が競って油井開発に乗り出し、長岡の街は活況を帯びた。しかし明治末期には早くも産油量が減少に転じ、衰退が加速していく。戦時下には収量を少しでも取り戻すべく世界的にも稀な坑道掘りによる原油採掘も始まった。

数多の企業統廃合を経て当地に出現した宝田石油は、後に日本の石油産業における基礎の一端をなした。また油送管を筆頭に、採油に関する鉄鋼製品を供給する目的で、長岡に鉄工所が多く出現する契機にもなった。

## 歴史
- 1873年（明治6年） 石坂周造、長野石油会社長岡支社を設立し試掘開始。産油量が採算に合わず、のちに撤退。
- 1876年（明治9年）地質学者ベンジャミン・スミス・ライマン、東山丘陵にて油田開発調査を実施。日本政府に対し否定的な報告を提出する。
- 1887年（明治20年）殖栗辰蔵、浦瀬山腐沢（くされざわ）の水田に染み出した原油を小坂松五郎に鑑定依頼。

同時期に山田又七が浦瀬にて調査を行っている。
- 1888年（明治21年）小坂松五郎、石油試掘に初成功[注釈 2]。続いて山田又七、殖栗順平らも独自に試掘成功。
- 1892年（明治25年）小坂松五郎、山田又七、松田周平ら、共同で長岡鉄管会社を設立。長岡市中島の製油所に向け油送管の設置を開始。
- 1893年（明治26年）山田又七、宝田石油株式会社設立。同社は尼瀬油田に端を発する日本石油株式会社と共に、後の日本石油（現・JXTGエネルギー）の礎となる。
- 1894年（明治27年）東山油田と中島製油所を結ぶ油送管が開通。
- 1902年（明治35年）- 1907年（明治40年） この頃、産油量のピークに達する。
- 1921年（大正10年）宝田石油、日本石油株式会社と合併。
- 1940年（昭和15年）日本石油、桂山にて坑道掘りに着手。翌1941年、産出に成功。
- 1994年（平成6年）浦瀬山鉱山が生産終了する。
- 1997年（平成9年）桂山鉱山が生産終了。